# Къшане
Къшане или Къшани (изписване до 1945 година: Кѫшани; на македонска литературна норма: К'шање; на албански: Këshanji) е село в Северна Македония, в община Куманово.

## География
Селото е разположено в областта Овче поле в западното подножие на планината Манговица.

## История
В края на XIX век Къшане е българско село в Кумановска каза на Османската империя. Църквата „Свети Никола“ е от 1884 година. Според статистиката на Васил Кънчов („Македония. Етнография и статистика“) от 1900 година Къшани е село, населявано от 420 жители българи християни.
Според патриаршеския митрополит Фирмилиан в 1902 година в селото има 76 сръбски патриаршистки къщи. След Илинденското въстание в 1904 година цялото село минава под върховенството на Българската екзархия. По данни на секретаря на екзархията Димитър Мишев („La Macédoine et sa Population Chrétienne“) в 1905 година в Къшани има 488 българи екзархисти.
В учебната 1907/1908 година според Йован Хадживасилевич в селото има екзархийско училище.
В 1910 година селото пострадва при обезоръжителната акция.
При избухването на Балканската война 1 човек от Къшани е доброволец в Македоно-одринското опълчение.
Според преброяването от 2002 година селото има 48 жители, всички северномакедонци.